# Diplogeomyza immaculata
Diplogeomyza immaculata är en tvåvingeart som beskrevs av Mcalpine 1967. Diplogeomyza immaculata ingår i släktet Diplogeomyza och familjen myllflugor. Inga underarter finns listade i Catalogue of Life.